# Rejsen til Amerika (film fra 1921)
Rejsen til Amerika er en amerikansk stumfilm fra 1921 af Victor Heerman og Albert Austin.

## Medvirkende
- Jackie Coogan som Jackie Blair
- Claude Gillingwater som Bill
- Mathilde Brundage som Mrs. Blair
- Frank Hayes
- Patsy Marks